# Journal of Mammary Gland Biology and Neoplasia
Das Journal of Mammary Gland Biology and Neoplasia, abgekürzt J. Mammary Gland Biol. Neoplasia, ist eine wissenschaftliche Fachzeitschrift, die vom Springer-Verlag veröffentlicht wird. Derzeit erscheint die Zeitschrift mit vier Ausgaben im Jahr. Es werden Arbeiten veröffentlicht, die sich mit der Biologie der Brustdrüse beschäftigen.
Der Impact Factor lag im Jahr 2015 bei 3,143. Nach der Statistik des ISI Web of Knowledge wird das Journal mit diesem Impact Factor in der Kategorie Onkologie an 93. Stelle von 213 Zeitschriften, in der Kategorie Endokrinologie und Metabolismus an 27. Stelle von 128 Zeitschriften und in der Kategorie Physiologie an neunter Stelle von 83 Zeitschriften geführt.